# Porfirio Ayvar
Porfirio Ayvar Alfaro (Distrito de Ocobamba, 2 de mayo de 1971) es un cantante, músico y compositor peruano, que ha desarrollado su carrera artística dentro de la música andina peruana, desempeñándose en el carnaval apurimeño y el huaino. Es hermano del cantante Sixto Ayvar, fundador de la banda musical Alborada. 

## Biografía y carrera
Nació el 2 de mayo de 1971 en Ocobamba, distrito de la provincia de Chincheros, Región Apurímac, bajo el nombre completo de Porfirio Ayvar Alfaro, siendo el octavo de once hermanos. Es hijo del guitarrista y ganadero Porfirio Ayvar Vílchez y de Margarita Alfaro; y hermano del también cantante Sixto Ayvar, líder y vocalista de la banda musical Alborada, y de los músicos Luis Ayvar y Wilber Ayvar, fundadores del dúo Hermanos Ayvar. Su herencia musical familiar le ha permitido llevar clases de violín y arpa. Se dedicó a la agricultura durante sus primeros años y comenzó a realizar el oficio de vendedor de paltas.
Comenzó su carrera artística a los 20 años como parte de Alborada, en la que tuvo que mudarse a Alemania hasta su renuncia en 1998, producto de un conflicto familiar.
En el año 1998, regresa al Perú y se integra al otro conjunto musical Los Apus, llegando a participar en la elaboración del disco El Imperio de los Apus, siendo intérprete de las temas musicales «Cariño mío», «No podrás olvidarme», «Oquiñawicha» y la versión de «Jilguero». Permaneció en el grupo hasta el año 2005, cuando emprendería una etapa como solista con la colaboración de la productora musical Tarpuy, instalándose en el estilo del carnaval apurimeño y huaino.
Años más tarde, se incursionó en la actuación a partir del año 2007 teniendo una participación especial en la película peruana Sin sentimiento, el último amanecer. Durante su etapa como actor, fue parte del reparto principal de las cintas Cobarde, La laguna y Piña turu.
Retomó su carrera musical en 2008, anunciando su concierto en teatro, realizado en el Teatro Felipe Pardo y Aliaga, en el distrito de Lima, contando con la presencia de la cantante Saywa como invitada especial.
Ayvar grabó el disco en solitario Mensajes andinos en 2014 con la participación del arpista Williams Salazar y el violinista Andrés «Chimango» Lares, en el cual cantó las canciones del disco «Expreso Puquio», «Mana mamayuq», «Campanario», «Waychauchallay», y lanzó las versiones de «Tu envidia» de Picaflor de los Andes y «Noble camiones», compuesto por su hermano Sixto.
En el año 2017, lanzó el disco No podrás olvidarme comprendiendo el tema del mismo nombre.[cita requerida] Al año siguiente, estrenó el nuevo material Tonto corazón al lado de Pavel Salazar, volviendo a trabajar con él en 2022.[cita requerida] En el año 2019, elabora el álbum Festejos andinos.
En el año 2020, lanzó su disco inédito Sunquypa ukunmanta durante la pandemia de COVID-19 en Perú, añadiendo la canción «Maldita pandemia» al álbum y contó con la guitarra de Edwin de la Torre. Dentro del proyecto, compuso e interpretó los siguientes sencillos: «Coralí», «Eterno padre» y «Piña turu» En 2024, Ayvar estrena el álbum Momentos, manteniéndose en el estilo andino.

## Discografía

### Álbumes de estudio
- 1995: Carnavales
- 2016: Mensajes andinos
- 2017: Tusuyninchuq
- 2018: 18 Aniversario
- 2019: No podrás olvidarme
- 2019: Festejos andinos
- 2019: Wiqiysa sisan
- 2019: Nuevos rumbos
- 2019: Sentir de mi alma
- 2019: Vengo solito
- 2020: Encantos andinos
- 2022: Los Auquis del Perú
- 2022: Sunquypa ukunmanta
- 2022: 22 Aniversario
- 2023: 23 Aniversario – Concierto en Huarocondo
- 2024: Concierto en Huarocondo, 24 Aniversario
- 2024: Momentos

### Sencillos
- 2018: Tonto corazón
- 2018: 18 Aniversario Carnavales (en vivo)
- 2022: Tonto corazón
- 2022: Concierto en vivo en el Parque de la Exposición
- 2022: La Orquesta Contrapunto de Carnavales Apurimeños
- 2023: Fatal destino/Cuando tu vuelvas
- 2023: El zapatito de Porfirio Ayvar
- 2023: Carnaval apurimeño (23 Aniversario)
- 2023: Sonqollay/Chincheros plazapi
- 2023: Cobarde (Remasterizado)
- 2024: Fatal destino (en vivo)
- 2024: Destino
- 2024: Cinta morada (en vivo)